# Thạch Sư
Thạch Sư (tiếng Trung: 石獅, Hán Việt: Thạch Sư) là một huyện cấp thị (thành phố cấp huyện) thuộc thành phố Tuyền Châu, tỉnh Phúc Kiến, Trung Quốc. Huyện cấp thị này có diện tích 160 km², dân số 300.000 người, mã số bưu chính 362700. Thành phố Thạch Sư có 2 nhai đạo và 7 hương trấn.